# Ethan Phillips
Ethan Phillips, född 8 februari 1955 i Garden City på Long Island i New York, är en amerikansk skådespelare, dramatiker och författare. Han är bland annat känd för sin roll i TV-serien Star Trek: Voyager där han spelar Neelix.

## Filmografi i urval
- 1980–1986 – Benson (TV-serie)
- 1986 – Critters
- 1990 – Gifta på låtsas
- 1995–2001 – Star Trek: Voyager (TV-serie)
- 2007 – Hallowed Ground
- 2013 – Inside Llewyn Davis